# Flushing
Flushing er en bydel i den nordlige del af Queens, New York. Flushing blev grundlagt af hollændere i 1645, der forinden havde købt området i 1639 af de oprindelige indianere i området. Byen er navngivet efter den hollandske by Vlissingen. Da England i 1664 overtog den hollandske koloni Nieuw-Amsterdam fra hollænderne blev byen Engelsk. Den oprindelige by blev administrativt lagt ind under Queens, da Queens i 1898 blev et "borough" (tilsvarende en kommune). Under den Amerikanske uafhængighedskrig støttede området primært England, og Flushing husede under uafhængighedskrigen britiske tropper. 
Bydelen er i dag blandt andet kendt for at være stedet, hvor Verdensudstilling 1939-40 blev afholdt. Området er i dag stærkt multikulturelt. Store dele af bydelen præges af asiatiske immigranter, der primært bor i Flushings Chinatown, der er blandt de største i USA. Flushing er hjemsted for en række anerkendte kinesiske restauranter, der som følge af deres succes har åbnet afdelinger på Manhattan.
I bydelen ligger blandt andet Flushing Meadows–Corona Park, der er den tredjestørste park i New York City, og blandt andet huser de store idrætsanlæg USTA Billie Jean King National Tennis Center og Citi Field, der afløste det tidligere Shea Stadium, der også var placeret i området.
I Flushing er endvidere placeret New Yorks tredjestørste lufthavn LaGuardia Airport.